# 蔣武童
蔣武童（1909年2月3日—1986年），原名森田一郎，臺灣歌仔戲演員，因功夫紮實，且精通生、旦、淨、末、丑，被尊稱為「戲狀元」。

## 生平
原名森田一郎，1909年（明治四十二年）生於臺南，在臺日本人森田氏之子。因係日裔，被本島人冠以「青番仔狗」的不雅外號。幼年時，森田氏夫婦因做生意需經常往來臺灣、日本內地，遂將他託付與蔣臭、蔣吳琴夫婦扶養。其後因森田夫婦遭遇船難而一同喪命，蔣氏夫婦遂正式收養他，並為之改名。
蔣武童十四歲拜師學藝，投入歌仔戲表演，二十出頭即精通各種角色扮演及行當，名號大起，獲得「戲狀元」的稱譽。後與「紫雲社」名角唐冰森（專攻小生，藝名「唐艷秋」）結婚，並合組「寶安歌劇團」。1970年代起，受到電視普及的衝擊，大眾娛樂形態改變，內臺歌仔戲開始沒落，遂轉以外臺歌仔戲表演為主。其後隨社會變遷及娛樂事業多樣化，戲團逐漸難以維持，終致收團。
蔣武童是歌仔戲名伶唐美雲、趙美齡之父。

## 劇團經歷
- 高雄鳳山「富春社」
- 國防部康樂總隊
- 台南「紫雲社」
- 台中的新劇班
- 麥寮拱樂社
- 學甲「光華興歌劇團」
- 台南「葉春興歌劇團」、「大振豐歌劇團」
- 台北康金波的班
- 王明山「金鳳凰歌劇團」
- 東亞歌劇團
- 寶安歌劇團[1]

## 主要作品
- 外台演出《三公主張世貞下凡》，平劇武旦裝扮
- 《古城會》的關公
- 《秦香蓮》的包公
- 《山伯英台》及《鳳還巢》的小生[1]

## 外部連結
- 國家文化資料庫——蔣武童[永久]